# Wasungen
Wasungen est une ville du Land de Thuringe en Allemagne.

## Personnalités liées à la commune
- Wilhelm Friedrich Hermann Reinwald (1737-1815), poète et linguiste, ami et beau-frère de Schiller.
- Karl Ludwig Friedrich von Hinckeldey (1805-1856), homme politique né au château de Sinnershausen